# Kim Gordon
Kim Gordon (* 28. April 1953 in Rochester, New York) ist eine US-amerikanische Musikerin, unter anderem Bassistin und Sängerin der No-Wave-/Noise-Rock-Band Sonic Youth, bildende Künstlerin und Kuratorin. Sie war Mitbegründerin mehrerer Rockbands und gelegentlich als Musikproduzentin tätig (unter anderem Erase Errata). Sie betrieb des Weiteren ein Bekleidungslabel namens X-Girl.

## Biografie
Die Tochter eines Professors für Soziologie und einer Schneiderin wuchs in Los Angeles auf, wo sie die University High School besuchte und später am Otis College for Art and Design Kunst studierte. Anfang der 1980er-Jahre war sie als Kunstkritikerin für die amerikanische Kunstzeitschrift Artforum tätig und arbeitete in verschiedenen New Yorker Galerien.
Kim Gordon heiratete 1984 Thurston Moore, den Sänger von Sonic Youth, mit dem sie eine Tochter hat. Die Familie lebte in Northampton (Massachusetts). Im Oktober 2011 gab das Paar seine Trennung bekannt. Das Scheitern der Ehe wurde ein Anlass, eine Autobiografie zu schreiben, Girl in a Band (2015).

## Künstlerisches Schaffen

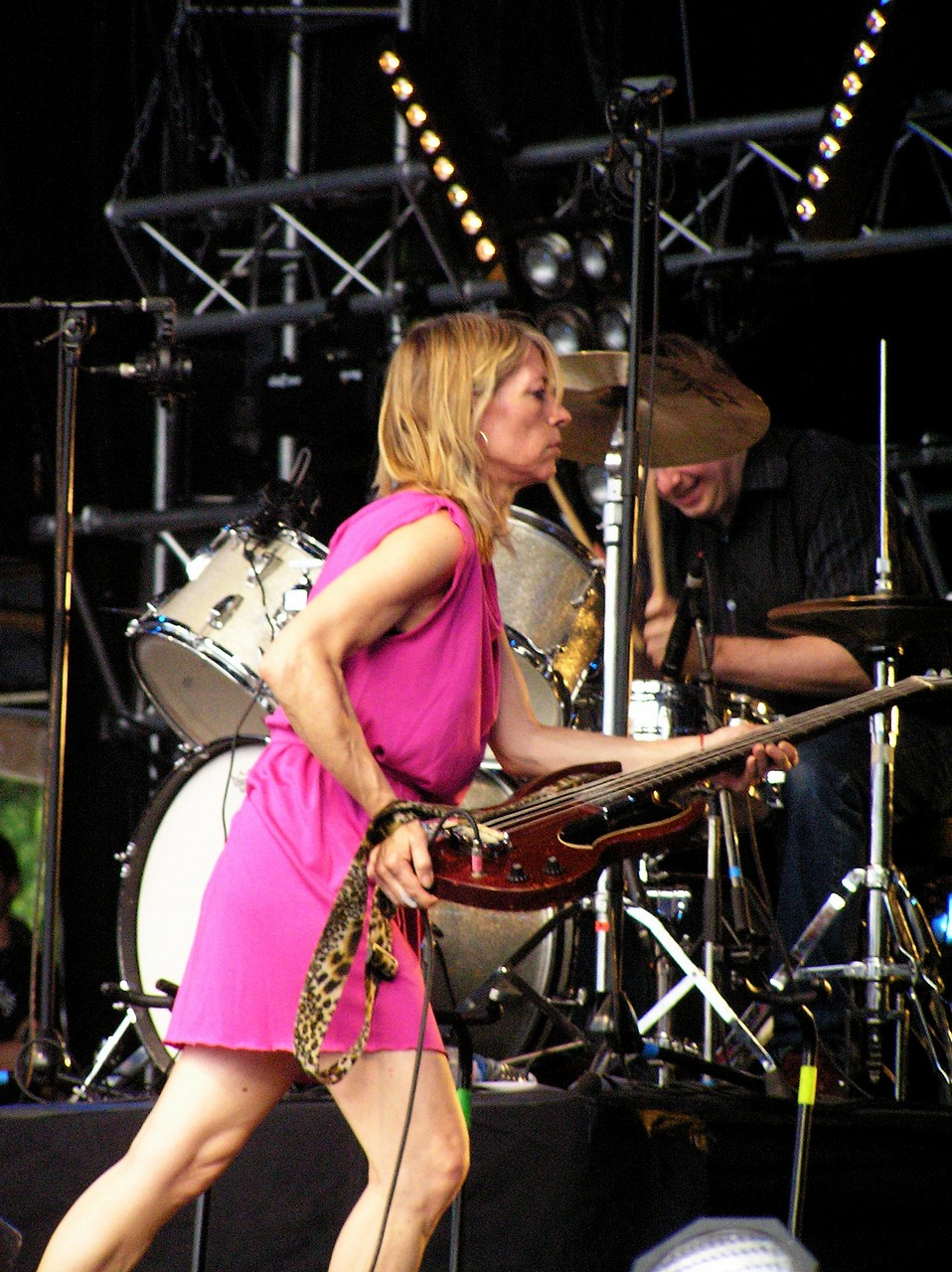
Kim Gordon bei einem Sonic-Youth-Auftritt 2005

Die Musikerin und Mitbegründerin der Rockbands CKM, Free Kitten und Harry Crews ist vor allem als Bassistin, oft auch Sängerin und Gitarristin, von Sonic Youth bekannt geworden, arbeitete jedoch parallel auch immer als bildende Künstlerin. Ihre Arbeiten wurden in zahlreichen Ausstellungen in den USA, Europa und Japan gezeigt. In Deutschland wurden ihre Werke erstmals im Mai 2012 in der Berliner Galerie Mathew ausgestellt.
Der befreundete Konzeptkünstler und Kunst- und Popmusikkritiker Dan Graham engagierte sie mit ihrer ersten Band CKM für eine seiner Performances. 1981 zeigte die New Yorker White Columns Gallery ihre erste Einzelausstellung Design Office und lud sie 1982 ein, eine Ausstellung zu kuratieren, in der neben anderen die damals noch wenig bekannten Künstler Mike Kelley und Tony Oursler vertreten waren. In der MU Art Foundation in Eindhoven, Niederlande, kuratierte sie 2000 eine Ausstellung unter dem Titel Kim’s Bedroom, in der Werke von Jessica Wood, Jutta Koether, Rita Ackermann, Spike Jonze, Sofia Coppola, Richard Kern und Raymond Pettibon sowie Werke von ihr selbst vertreten waren.
Seit 2003 arbeitete sie immer wieder mit der ungarisch-amerikanischen Malerin Rita Ackermann und der deutschen Malerin und Musik- und Kunst-Kritikerin und Spex-Mitherausgeberin Jutta Koether. Zusammen mit Spike Jonze drehte sie den Videoclip für Cannonball von The Breeders.
2012 erschien außerdem YOKOKIMTHURSTON, ein gemeinsames Album von Kim Gordon, Thurston Moore und Yoko Ono.
Im Oktober 2019 veröffentlichte Gordon ihr erstes Solo-Album: No Home Record bei Matador. Im März 2024 erschien das zweite Album The Collective, das in der Musikzeitschrift Eclipsed mit achteinhalb Sternen von zehn positiv bewertet wurde.

## Trivia
Eine befreundete Band mit dem umstrittenen Namen Rapeman widmete ihr den Song Kim Gordon’s Panties. Sie hat eine kleine Nebenrolle als Englischlehrerin in dem 2015 von AKIZ gedrehten Film Der Nachtmahr.

## Film
- Kim Gordon – Echoes with Jehnny Beth. Regie: Thierry Gautier, Sylvain Leduc. Arte, Frankreich, 2020.